# Montale (Saint-Marin)
Montale est un des trois pics du mont Titano, qui surplombent la ville de Saint-Marin, capitale de la République de Saint-Marin. Les deux autres pics sont Cesta (aussi appelé De La Fratta) et Guaita. Chacun des trois sommets porte un des trois châteaux (ou tours) qui assurèrent la défense de la Ville de Saint-Marin, que l'on retrouve stylisés sur les armoiries de la république.

Armoiries de la République de Saint-Marin.

## Tour de Montale
La tour de Montale est la plus petite des trois tours construites sur le mont Titano. Elle a été construite durant le XIVe siècle. Contrairement aux deux autres tours, cette tour n'est pas ouverte au public.